# Sibiraea
Sibiraea, manchmal auch Blauspieren genannt, ist eine Pflanzengattung in der Unterfamilie der Spiraeoideae innerhalb der Familie der Rosengewächse (Rosaceae). Die nur vier Arten kommen im westlichen China, in Sibirien, Kirgisistan, Kasachstan und Südosteuropa vor.

## Beschreibung

### Erscheinungsbild und Blätter
Die Sibiraea-Arten wachsen als laubabwerfende Sträucher und erreichen je nach Art Wuchshöhen von höchstens 1 (Sibiraea tomentosa) bis zu 2,5 Meter (Sibiraea angustata). Die Rinde der kräftigen, stielrunden Zweige ist je nach Art anfangs flaumig behaart und verkahlend oder auch schon anfangs kahl. Die eiförmigen Knospen besitzen wechselständig angeordnete, purpur-braune und je nach Art mindestens anfangs leicht flaumig oder wollig behaarte Knospenschuppen.
Die wechselständig an den Zweigen angeordneten Laubblätter sind fast sitzend. Die einfachen Blattspreiten besitzen einen deutlichen Hauptnerv und auf jeder Seite drei bis fünf Seitennerven. Der Blattrand ist glatt. Nebenblätter fehlen.

### Blütenstände und Blüten

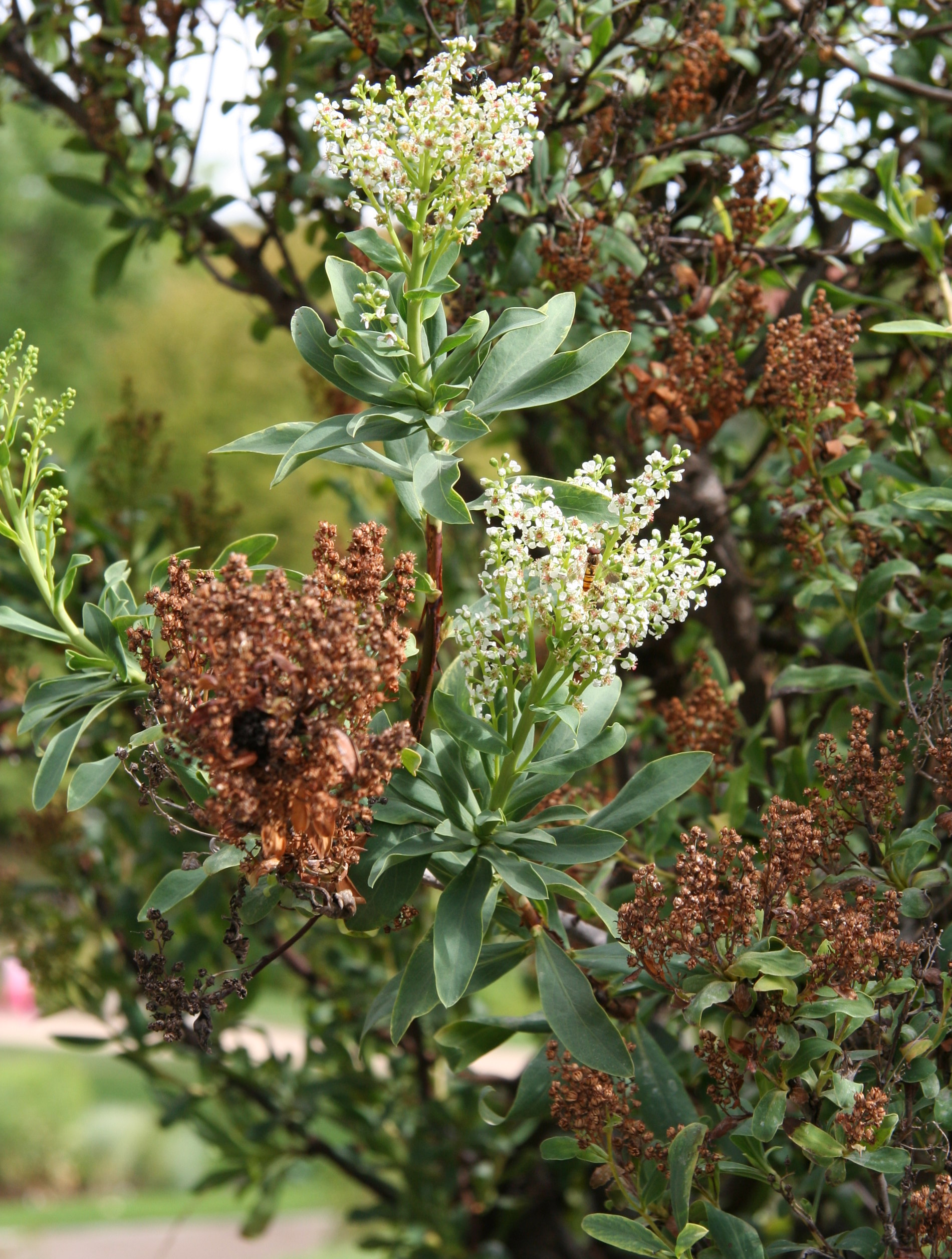
Blütenstände und Früchte von Sibiraea laevigata

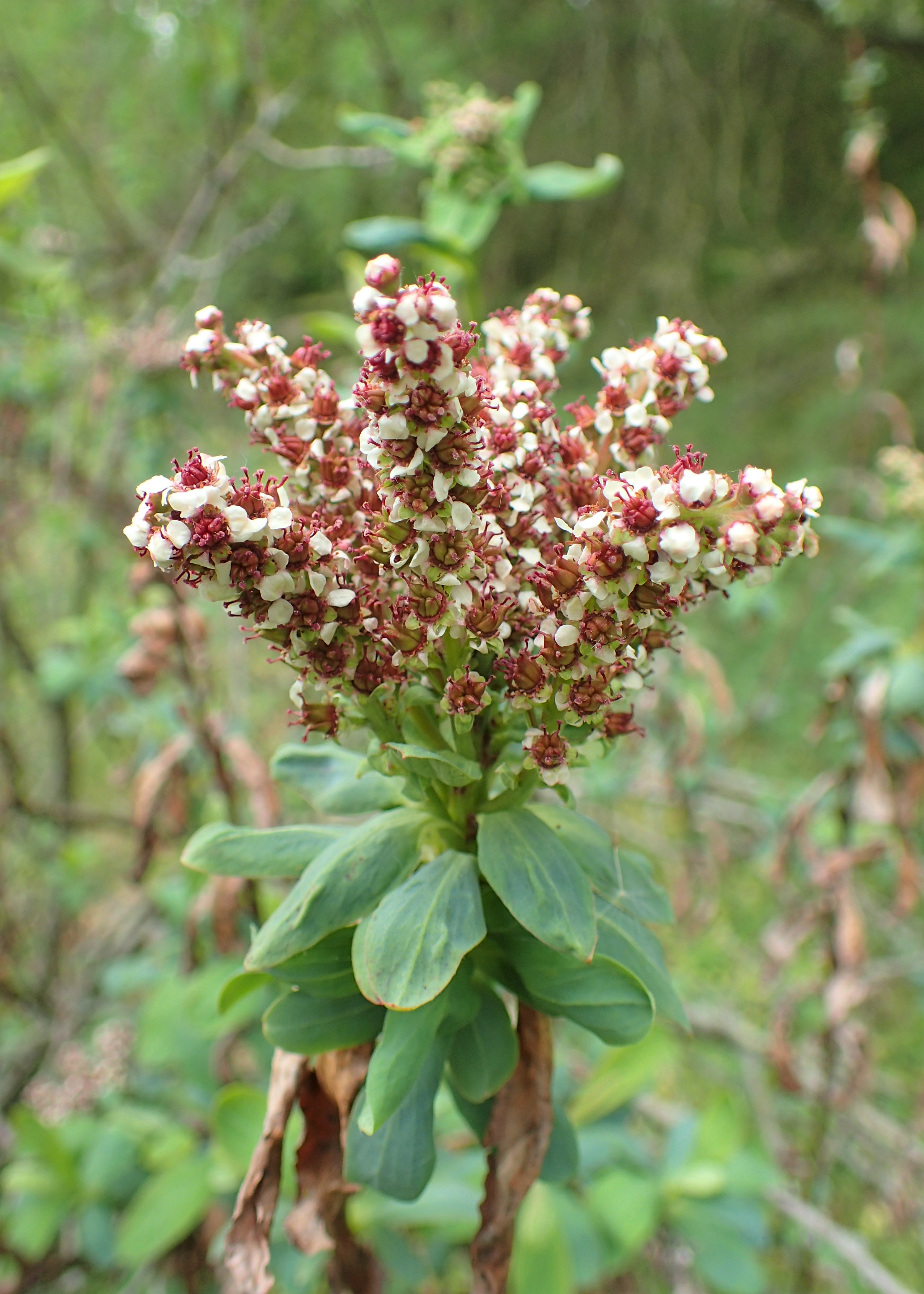
Blütenstand von Sibiraea laevigata

In China liegt die Blütezeit je nach Art im Juni oder Juli. Sibiraea-Arten sind überwiegend zweihäusig getrenntgeschlechtig (polygam diözisch); die Blüten sind meist eingeschlechtig, selten sind auch zwittrige Blüten vorhanden. Die endständig auf einem Blütenstandsschaft stehenden, dichten, ährigen Blütenstände bestehen aus vielblütigen, rispigen Teilblütenständen. Die Tragblätter sind lanzettlich und ganzrandig. Der Blütenstiel ist kurz.
Die relativ kleinen Blüten sind radiärsymmetrisch und fünfzählig mit doppelter Blütenhülle. Der Blütenbecher (Hypanthium) ist flach glockenförmig. Die fünf aufrechten Kelchblätter besitzen einen glatten Rand sowie ein spitzes oberes Ende und sind auch noch an den Früchten vorhanden. Die fünf weißen, freien Kronblätter sind länger als die Kelchblätter. Die männlichen Blüten enthalten 20 bis 25 Staubblätter; sie sind etwas länger oder etwas kürzer als die Kronblätter. Die weiblichen Blüten enthalten fünf nur an ihrer Basis verwachsene Fruchtblätter und rudimentäre Staminodien.

### Früchte und Samen
Die aufrechten, lang-ellipsoiden Balgfrüchte öffnen sich an der Bauchnaht sowie nahe ihrem oberen Ende und enthalten meist zwei Samen. Die Samen sind sehr groß.

## Systematik und Verbreitung
Die Gattung Sibiraea wurde 1879 durch Karl Johann Maximowicz in Trudy Imperatorskago S.-Peterburgskago Botaničeskago Sada, Band 6, S. 213–215 aufgestellt. Die Typusart ist Sibiraea laevigata (L.) Maxim. Der Gattungsname Sibiraea bezieht sich auf den Ursprung des Typusmaterials Sibirien.
Die Gattung Sibiraea gehört zur Tribus Spiraeeae in der Unterfamilie der Spiraeoideae innerhalb der Familie der Rosaceae. Die Sibiraea-Arten sind sehr ähnlich und werden manchmal alle in eine Art Sibiraea laevigata gestellt.
Die Gattung Sibiraea ist im westlichen China, in Sibirien, Kirgisistan, Kasachstan und Südosteuropa verbreitet. In China kommen drei Arten vor, zwei davon nur dort.
Die Gattung Sibiraea enthält nur vier Arten:
- Sibiraea angustata (Rehder) Hand.-Mazz. (Syn.: Sibiraea laevigata var. angustata Rehder): Sie gedeiht nur auf der Qinghai–Tibet-Hochebene in offenen Wäldern, an Hängen und Straßenrändern in Tälern in Höhenlagen zwischen 3000 und 4000 Meter in den chinesischen Provinzen Gansu, Qinghai, Sichuan, Xizang sowie Yunnan.[7]
- Sibiraea laevigata (L.) Maxim. (Syn.: Spiraea laevigata L., Sibiraea altaiensis (Laxm.) C.K.Schneid., Sibiraea glaberrima K.S.Hao, Spiraea altaica Pallas, Spiraea altaiensis Laxm.): Sie gedeiht in China in offenen Wäldern, an Hängen, auf Wiesen und an Ufern von Fließgewässern. Sie besiedelt ein disjunktes Areal, wobei die asiatischen und europäischen Populationen über 5000 km auseinander liegen. Sie kommt in Südosteuropa nur in Bosnien sowie Kroatien vor. Das asiatische Areal umfasst Kasachstan, Sibirien und China. In China kommt sie im südlichen Gansu (Min Xian, Xigu), östlichen Qinghai (Haiyan Xian, Xining Shi) sowie östlichen Xizang (Sog Xian) vor.
- Sibiraea tianschanica (Krasn.) Pojark.: Sie kommt in Kasachstan sowie Kirgisistan vor. Diese Art besitzt ein begrenztes Verbreitungsgebiet. Sie wurde einige Jahre nicht mehr gesammelt. Die Bestände nehmen durch Ausdehnung der Landwirtschaft, Entwicklung für den Tourismus und Siedlungsinfrastruktur ab. Sie wird in der Roten Liste der bedrohten Arten der IUCN 2007 als „critically endangered“ = „vom Aussterben bedroht“ bewertet.[8]
- Sibiraea tomentosa Diels: Sie gedeiht an Hängen, Ufern von Fließgewässern und feuchten Standorten auf Felsen in Höhenlagen zwischen 3500 und 4000 Meter nur im nordwestlichen Yunnan.